# Bosentino
Bosentino település Olaszországban, Trento megyében.  Bosentino Besenello, Calceranica al Lago, Caldonazzo, Pergine Valsugana, Vattaro és Vigolo Vattaro községekkel határos.

## Népesség
A település népességének változása: